# Resultados do Carnaval de Campos dos Goytacazes em 2013
Resultados do Carnaval de Campos dos Goytacazes em 2013.

## Escolas de samba

### Grupo Especial
| Pos | Escolas            | Pts   | Classificação ou rebaixamento | Ref               |
| --- | ------------------ | ----- | ----------------------------- | ----------------- |
| 1   | Mocidade Louca     | 198,7 | Campeã de 2013                | [ 2 ] [ 3 ] [ 4 ] |
| 2   | Ururau da Lapa     | 195,5 |                               | [ 2 ] [ 3 ] [ 4 ] |
| 3   | Madureira do Turfe | 193,8 | [ 2 ] [ 3 ] [ 4 ]             |                   |
| 4   | União da Esperança | 192   | Grupo de acesso em 2014       | [ 2 ] [ 3 ] [ 4 ] |

### Grupo de acesso
| Pos | Escolas            | Pts   | Classificação ou rebaixamento | Ref               |
| --- | ------------------ | ----- | ----------------------------- | ----------------- |
| 1   | Onça no Samba      | 194,4 | Grupo Especial em 2014        | [ 2 ] [ 3 ] [ 4 ] |
| 2   | Boi Sapatão        | 193,7 |                               | [ 2 ] [ 3 ] [ 4 ] |
| 3   | Juventude Alvianil | 186,4 | [ 2 ] [ 3 ] [ 4 ]             |                   |
| 4   | Amigos da Farra    | 186,2 | [ 2 ] [ 3 ] [ 4 ]             |                   |

## Blocos carnavalescos

### Grupo Especial
| Pos | Escolas               | Pts    | Classificação ou rebaixamento | Ref               |
| --- | --------------------- | ------ | ----------------------------- | ----------------- |
| 1   | Os Psicodélicos       | 178,85 | Campeã de 2013                | [ 2 ] [ 3 ] [ 4 ] |
| 2   | Caprichosos de Guarus | 176,55 |                               | [ 2 ] [ 3 ] [ 4 ] |
| 3   | União Feliz           | 172,4  | [ 2 ] [ 3 ] [ 4 ]             |                   |
| 4   | União Feliz           | 172,1  | Grupo de acesso em 2014       | [ 2 ] [ 3 ] [ 4 ] |

### Grupo de acesso
| Pos | Escolas            | Pts   | Classificação ou rebaixamento | Ref               |
| --- | ------------------ | ----- | ----------------------------- | ----------------- |
| 1   | Juventude Baleeira | 171,4 | Grupo Especial em 2014        | [ 2 ] [ 3 ] [ 4 ] |
| 2   | Unidos do Capão    | 169   |                               | [ 2 ] [ 3 ] [ 4 ] |